# Габаритомір
Габаритомір (рос. габаритомер, англ. clearance gauge, нім. Lichtraumprofilmesser m) – у гірництві - прилад для вимірювання величини зазорів між стінками відкатної виробки та рухомим поїздом.
ГАБАРИТОМІР МАРКШЕЙДЕРСЬКИЙ - те ж саме, що й зазоромір маркшейдерський.